# 命運建築師之遠大前程
命運建築師之遠大前程（英文：Grand Expectations）是一部2010年由「非常林奕華」製作的舞台劇，以地產及建築為主題，探討都市人在建築與生活中追求幸福，實踐未來的心態，是「城市三部曲」的最終章，其餘作品分別為《華麗上班族之生活與生存》及《男人與女人之戰爭與和平》。
本劇是香港特區政府參與中國2010年上海世界博覽會而委託創作的演藝節目之一。由張艾嘉繼《華麗上班族之生活與生存》後第2部為非常林奕華擔任編劇的舞台劇，主要演員包括李心潔、王耀慶、楊祐寧等，部分演員及創作團隊曾參與「城市三部曲」系列舞台劇，而王耀慶在三劇均擔任男主角。

## 創作背景
香港特區政府參與中國2010年上海世界博覽會，邀請香港演藝界參與18場節目演出，非常林奕華為委託創作的演藝團體之一。導演林奕華聯想到查爾斯·狄更斯的《遠大前程》，凡對任何事或任何人抱持「偉大期望」，最終須面對命運可能的仁慈或殘酷。林奕華認為上海世博會以「城市．讓生活更美好」為主題是主觀的「美好意願」，但必然出現得失與矛盾，反思城市人怎樣才能得到應有的幸福。
編劇張艾嘉在2010年3月，也就是《華麗上班族之生活與生存》在澳門公演期間，擬定好本劇的大綱，原先設定為「一個失明女孩與一個給回她視力的魔術師」的故事，後來受到艾倫·迪·波頓的《幸福建築)》啟發，張艾嘉同意林奕華提出把男主角設定為建築師的建議，而女主角面對兩個矛盾的男人，經歷失明由悲轉喜，失而復得的命運之旅，從而找尋真正的幸福。林奕華曾透露，「城市三部曲」的第四部最初定名是「六人行不行之朋友與敵人」，更不排除把三部曲擴充為四部曲，第四部討論貧富問題，但最終未有落實。
值得一提的是，本劇名為「命運建築師」源於《華麗上班族之生活與生存》主角李想見工時丟書包說「每个人都是自己的命运建筑师」的一句對白。

## 故事大綱
寶貝與小鬼是一對多年的搭檔，專門扮演情侶，在新房產推出時是去搶購房子的新婚夫婦；在新車展覽會上扮演挑選座駕的未婚夫妻，私底下卻是一對互相依賴又彼此嫌棄著的男女。
在新樓盤「幸福皇庭」第一期的發佈會上，寶貝扮演懷孕三個月的太太，小鬼則是事業起步的小老闆。寶貝在樣板間裏飛來飛去、指手劃腳的想像怎樣改造這間新居時，小鬼也忙碌的扮演那個沖進沖出打電話，要看合約的男主人。在客人被哄騙買下單位的時候，寶貝的演出被房子的建築師摩西留意到，他喜歡她無拘無束、毫無顧忌的評論著樣板間的構造、擺設，正好為新作尋找靈感。
在摩西的管家朱阿銘安排下，摩西重金禮聘寶貝住到自己的家，扮演剛懷孕的女人在房子裏表現幸福感。同時，也把寶貝從小鬼的身邊帶走。在這個美麗的房子裏，他給了寶貝一間房間，有時他們在一起，有時他要一個人，寶貝想離開卻又走不掉，摩西與寶貝日久生情，但住進了摩西家的寶貝卻似乎進不了摩西的心。
沒有了寶貝的小鬼，雖找來了新搭檔，卻發現自己好像一直是愛寶貝的。寶貝因難忘往日與小鬼的舊情，偷偷回到與小鬼同居的小房子，被朱阿銘發現而要與她即時解約。陷入三角關係的她，突然發現自己患上遺傳的視網膜脫落，在朱阿銘的安排下她接受王醫生的治療，亦從摩西送給他的模仿阿梅代奧·莫迪利亞尼名畫《打黑領結的女人》中，得到「妳不是看錯了誰，只是沒有看清楚自己」的慰藉。
隨着「幸福工程」的結束，寶貝邀約小鬼到摩西的家，滿足他一朝致富的夢想。翌日，寶貝在朱阿銘安排下，隨王醫生到外國醫治眼疾，餘下睡得正酣的小鬼與剛回家的摩西。多年後，摩西按照寶貝意見打造的「幸福皇庭」三期終於完工，摩西將之命名為「寶貝的家」，仍為生活而跨國漂蕩；小鬼還是為樓盤推銷的小角色，為安身立命而掙扎；寶貝則與王醫生結婚，以心接受自己而得到幸福。

## 分場表
- 序《你的眼睛》
- 第1幕
  - 第1場《我喜歡這面窗開在這裡》
  - 第2場《給你買了揚州炒飯》
- 第2幕
  - 第1場《女人愛吃龜苓膏》
  - 第2場《這裡應該掛一幅畫》
- 第3幕
  - 第1場《幸福須要自己找》
  - 第2場《小鬼惡夢》
  - 第3場《這是你的 這是我的》

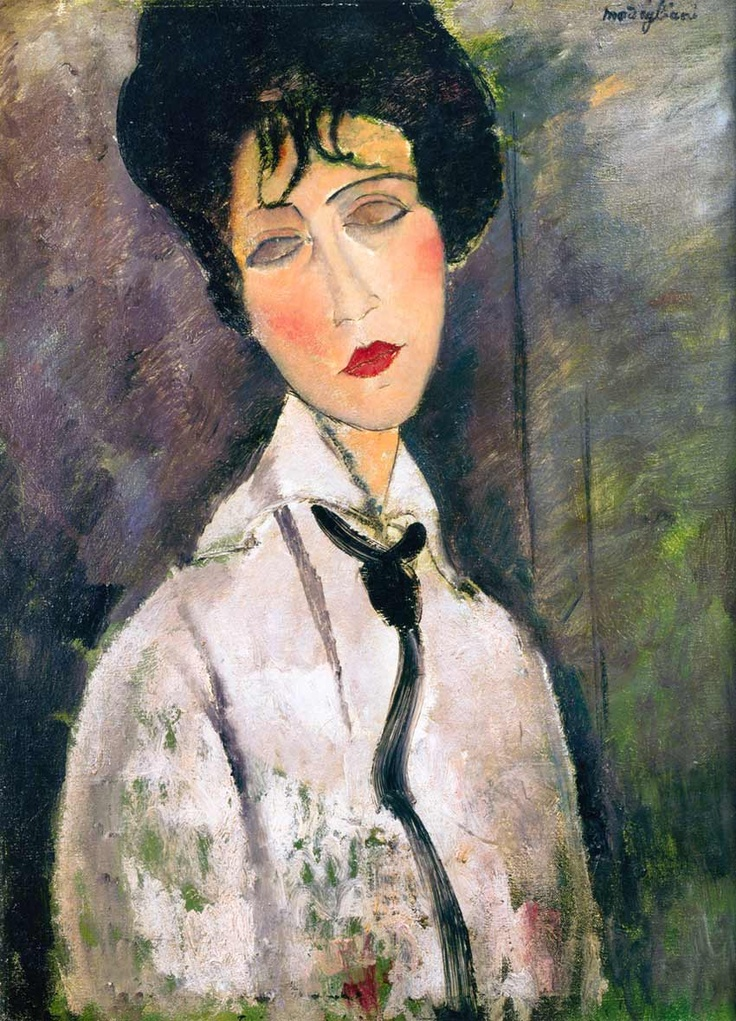
阿梅代奥·莫迪利亚尼在1917年創作的名畫《打黑領結的女人》，成為本劇的主要軸線之一

中場休息，期間播放《你的眼睛》（主唱：熊天平/許茹芸 作詞：許常德 作曲：熊天平，1997年）作間場音樂
- 第4幕
  - 第1場《摩西工程》
  - 第2場《肚子沒有真與假》
  - 第3場《我們可能會相遇的房間》
- 第5幕
  - 第1場《爬高望遠》
  - 第2場《都只是經過》
  - 第3場《那天晚上》
  - 第4場《彩虹的顏色》
- 第6幕
  - 第1場《寶貝的家》

## 演員表
- 李心潔　飾　寶貝
- 王耀慶　飾　小鬼
- 楊祐寧　飾　摩西
- 朱宏章　飾　朱阿銘
- 戴旻學　飾　推銷員/上班族/摩西助手/建築工人/《打黑領結的女人》
- 林英　飾　推銷員/上班族/建築工人/路人
- 吳佳雯　飾　黃太太/《QQ日報》記者水梨
- 彭浩秦　飾　風水師/建築工人/摩西助手
- 陳恭銘　飾　建築工人/上班族/過動兒/路人
- 吳天葳　飾　建築工人/上班族/食店老闆娘/摩西的夢魘/小鬼的新搭檔
- 王展　飾　王醫生

## 評價及影響
有評論指，本劇藉着《蝸居》及《維多利亞壹號》等樓房話題的影視作品的熱潮，拆解「房子－未來－幸福」之間的關係，讓觀眾反思地產商推銷的夢想、誘惑、奢華，只是資本主義所堆砌。本劇通女主角的成長、範悟及解脫，描摹出女性仿為被欲望對象本身的欲望與掙扎，表達手法與《華麗上班族之生活與生存》如出一澈。
有評論指，本劇主題雖切合時宜，但內容過於天馬行空，女主角寶貝不大清楚自己為誰傾心，但失明後反而自感幸福，鋪陳太玄奧；全劇過於賣弄花巧，節奏欠明快，甚至不及《華麗上班族之生活與生存》。有評論則認為，近年內地戲劇舞台泛濫的「白領戲劇」，但林奕華的舞台呈現手法，總能觸動都市男女的神經，而非流於堆砌。有評論則留意到，劇中以小木屋為舞台設計，反映了建築逐漸成為專業戲劇舞台與跨界領域備受關注的話題與熱點。
本劇在2011上海壹戏剧大赏獲三項提名，分別獲提名「年度戏剧新人」(李心潔)、「最佳男主角」(王耀慶)、「最佳編劇」(張艾嘉)，以及「年度人物」(林奕華)。

## 外部連結
- 《命運建築師之遠大前程》台灣官方網站[永久]
- 《命運建築師之遠大前程》官方網站（页面存档备份，存于）
- 非常林奕華劇場上海世博呈獻城市生活新作《命運建築師之遠大前程》（页面存档备份，存于）香港政府新聞公報，2010年7月8日
- 非常林奕華劇團為世博公演《城市三部曲》完結篇　解讀都市幸福（页面存档备份，存于）香港政府新聞公報，2010年7月22日
- 非常林奕華-命運建築師之遠大前程(台灣宣傳片-1)（页面存档备份，存于）
- 非常林奕華-命運建築師之遠大前程(台灣宣傳片-2)（页面存档备份，存于）
- 藝術家林奕華剖析舞台劇《命運建築師之遠大前程》(廣東話)（页面存档备份，存于）香港參博頻道
- 藝術家林奕華剖析舞台劇《命運建築師之遠大前程》(普通話)（页面存档备份，存于）香港參博頻道
- 非常林奕華劇場《命運建築師之遠大前程》(廣東話)（页面存档备份，存于）香港參博頻道
- 非常林奕華劇場《命運建築師之遠大前程》(普通話)（页面存档备份，存于）香港參博頻道
- 非常林奕華《命運建築師之遠大前程》（页面存档备份，存于）上海站官方宣傳片，香港參博頻道